# Kryštof Šlik
Kryštof III. Šlik (německy Christoph Schlik, † 1527 u Říma) byl český šlechtic, pocházel z falknovské (sokolovské) rodové linie Šliků.

## Život
Narodil se jako syn Mikuláše Šlika a jeho manželky Barbory Schenkové z Tautenbergu.
Kryštof sloužil v císařské armádě a pod praporem Karla V. pomohl dosáhnout velikého vítězství v bitvě u Pavie.
Stejně jako generál Karel III. Bourbonský, také Kryštof zemřel při útoku na Řím v roce 1527.